# Rainer Dormels
Rainer Dormels (* 1957) ist Professor für Koreanologie an der Universität Wien. 

## Leben
Dormels studierte Geographie und Theologie in Köln und koreanische Linguistik an der Seoul National University. Er verbrachte mehr als sechs Jahre zu Studien- und Forschungszwecken in Korea. Nach der Promotion zum Dr. phil. in Hamburg 1996 und habilitierte er 2003 an der Ruhr-Universität Bochum mit einer Schrift zu politischer Kultur und Ministerrekrutierung in Südkorea. Danach wurde er Professor für Koreanologie an der Philologisch-Kulturwissenschaftlichen Fakultät an der Universität Wien. 

## Veröffentlichungen (Auswahl)
- Koreanische Reimwörterbücher des 18. Jahrhunderts. List und Tücke bei der Standardisierung der sinokoreanischen Lautungen. Hamburg 1999, ISBN 3-8258-4423-4.
- Politische Kultur und Ministerrekrutierung in Südkorea. Wien 2006, ISBN 3-8258-9459-2.
- Ostmeer. Japanisches Meer, Koreanisches Meer. Zur strittigen Benennung des Meeres zwischen Korea und Japan. Wien 2011, ISBN 978-3-7069-0500-8.
- North Korea's cities. Industrial facilities, internal structures and typification. Gyeonggi-do 2014, ISBN 978-89-6297-167-5.